# Meero
Meero es una startup francesa fundada en 2014 que desarrolla una oferta de software para la creación y mejora de contenido visual basada en inteligencia artificial. Históricamente, fue un mercado especializado en la subcontratación fotográfica. Se criticó a este primer modo de funcionamiento debido a la “uberización” de la profesión de fotógrafo que inducía.

## El mercado de fotógrafos (2014-2022)

### Histórico
Creada en 2014 por Thomas Rebaud y Guillaume Lestrade, Meero ofrecía originalmente una plataforma para conectar fotógrafos con empresas. También desarrollaba un paquete de herramientas (contabilidad, CRM, marketing) dirigidas a los fotógrafos, así como un paquete de servicios para esta misma comunidad, incluidos proyectos a través de una fundación. La empresa afirmaba operar en unos cien países y contar con 58,000 fotógrafos registrados.
En junio de 2019, la startup llevó a cabo una ronda de financiación de 205 millones de euros, una cifra récord para la French Tech, según Les Échos, con el objetivo de ampliar sus servicios y realizar grandes inversiones en la construcción de una comunidad de fotógrafos. Meero planeaba contar con más de 1,000 empleados a finales de 2020 en sus cinco oficinas.
Tras la crisis del COVID, la empresa vio su modelo de negocio derrumbarse y llevó a cabo varias rondas de despidos. A finales de 2022, el número de empleados se había reducido a la mitad. A partir del 11 de febrero de 2023, ya no es posible reservar sesiones fotográficas, lo que confirmó el fin de la actividad de mercado de fotógrafos de Meero.

### Posicionamiento en el mercado
Tras su captación de fondos en 2019, se calificó a la empresa de unicornio  por numerosos medios franceses  e internacionales. Meero también formó parte del Next40 en 2020, 2021 y 2022. Sin embargo, la solidez de su modelo económico se consideró poco clara, tanto en su inicio  como después de su segunda captación de fondos. La empresa salió del Next40 en 2023.
La compañía afirma contar con una posproducción informatizada y un servicio de retoque automático impulsado por una tecnología de inteligencia artificial desarrollada internamente. Esto ha generado reacciones en la profesión, que defiende la visión específica de cada fotógrafo: «Venden una solución visual uniforme».

### Crítica del modo de funcionamiento.
Algunos profesionales describen Meero como el «Úber de la foto» debido a las bajas  tarifas que aplica a los fotógrafos independientes que emplea como proveedores de servicios. También su presidente, Thomas Rebaud, ha usado esta expresión, «Úber de la foto», en una entrevista con el periódico Les Échos.
Los directivos de la empresa fueron recibidos por los fotógrafos en el festival Visa pour l'image de Perpiñán en septembre 2019, con, según el periódico Le Monde, descripciones poco halagadoras en su contra.
Además de los bajos precios aplicados, varios fotógrafos y abogados denuncian una cláusula en los contratos de la empresa que obliga a los fotógrafos a renunciar a sus derechos de autor, incluidos sus derechos morales, y les impide afirmar ser autores de estas fotografías. Esta cláusula es considerada ilegal por un abogado. El entonces gerente lo explica diciendo que el trabajo encargado corresponde a especificaciones muy estrictas y, según él, no puede considerarse un trabajo mental. : « En realidad no es arte. Por tanto, la propiedad intelectual está un poco menos presente. ». Esta interpretación de los textos legales reacciona fuertemente contra la Unión de Autores de Artes Visuales y de Imagen Fija (SAIF), que le pide que respete el código de propiedad intelectual.

## La oferta de software de IA (2022-)
A finales de 2022, el director general y cofundador Thomas Rebaud será sustituido por Gaétan Rougevin-Baville, que pasará a ser presidente y director general de la empresa. Luego, la empresa abandonó por completo su actividad en el mercado de fotógrafos y se dedicó al desarrollo de soluciones de software para crear y mejorar contenidos visuales basados en inteligencia artificial.
Para lograr este giro, compró Autoretouch, una empresa alemana de software de moda, y Carcutter, una empresa austriaca de software para automóviles.

## Honores
Thomas Rebaud recibió el premio EY de la startup de 2019 para la región de Île-de-France y el premio nacional al Emprendedor de 2019 en la categoría de startup.